# 八戸信有
八戸 信有 / 南部 信有（はちのへ のぶあり / なんぶ のぶあり）は、江戸時代の武士。陸奥国盛岡藩遠野領主。遠野南部家（根城南部家、八戸氏）5代当主（26代当主）。

## 略歴
元禄15年（1702年）5月6日、盛岡藩南部家一門七戸（南部）舜信の長男として、陸奥国盛岡に生まれた。幼名は「善之助」。父舜信は3代盛岡藩主南部重信の13男。
正保2年（1712年）9月、藩主利幹に利戡の遺跡相続を命じられる。12月に遠野屋敷に移る。まだ11歳と幼いため、養母の慶（南部重信の娘）が後見し、利戡の娘お酉（お岑）の成長を待って結婚することとなった。
享保3年（1718年）3月26日、身延山久遠寺三十四世日祐が上人号宣下を受けたことを聞いて、8月7日、家臣西村吉左衛門を使者に金五百疋を届けさせた。
享保4年（1719年）正月2日、分家附馬牛八戸家義謀（23代義長正室連の弟）の加冠で元服。12月、藩主名代として将軍への年頭の賀使を命じられ江戸に参府。
実家の七戸家と同列に扱われるなど、本藩に八戸家の家格を軽んじる扱いが見られるようになったため、享保12年（1727年）7月、藩主利視に八戸家の家格を以前のように戻すよう抗議し認められた。
享保20年（1735年）5月に病に罹り、6月4日死去。享年34。遠野大慈寺に葬られた。

## 人物
学問に熱心で、和文に巧み。歌人としても活躍している。